# Henric Andersson (företagsledare)
Henric Gustav Michael Andersson, född 24 juli 1973 i Värnamo församling i Jönköpings län, död 4 februari 2023 i Ekerö distrikt i Stockholms län, var en svensk ingenjör och företagsledare samt koncernchef för Husqvarna.
Henric Andersson växte från första levnadsåret upp i Vrigstad i Småland, där föräldrarna drev ett skogsbruk. Efter tekniskt program med bygginriktning på Finnvedens gymnasium i Värnamo studerade han 1992–1997 vid Linköpings universitet, där han avlade civilingenjörsexamen och masterexamen i industriell ekonomi.
Som nyexaminerad anställdes Andersson vid Husqvarna där han innehade olika chefspositioner, bland annat som ansvarig för trädgårdsprodukter och konstruktionsutrustning. Han var teknisk chef innan han 2020 blev verkställande direktör och koncernchef. Han tillhörde också koncernledningen under tolv år. Han avled 2023 efter en kort tids sjukdom, samma vecka som han lämnat koncernledningen.
Andersson var gift och hade två barn.